# Manuel Jiménez y Aranda
Manuel Jiménez y Aranda – hiszpański malarz pochodzący z Sewilli. Młodszy brat również malarzy Luisa i José Jiménez Aranda. Aby odróżnić się od braci podpisywał obrazy jak Manuel Jiménez Prieto.